# Eugène Lefébure
Eugène-Jean Lefébure /øˈʒɛn ləfeˈbyʁ/ (Prunoy, 11 novembre 1838 – 9 aprile 1908) è stato un egittologo francese.

## Biografia
Eugène Lefébure studiò presso il liceo imperiale di Sens dal 1855 al 1857.
Nello stesso periodo studiò in questa scuola anche Stéphane Mallarmé, ma sembra che i due ragazzi si conobbero solo nell'aprile 1862, quando Lefébure era postino a Auxerre.
Divenne poi uno dei migliori amici di Mallarmé e fu nella villa che Lefébure possedeva a Cannes che, nel marzo 1866, Mallarmé prese coscienza del nulla.
La corrispondenza tra Mallarmé e Lefébure fu conservata dal figlio di Eugène Lefébure, il dottor Lefébure de Joigny.
In seguito, Eugène Lefébure divenne egittologo, maestro di conferenze a Lione e poi a Parigi e professore all'École supérieure des Lettres di Algeri.
Al seguito di una missione dell'Institut français d'archéologie orientale nella valle dei Re, lavorò alla tomba di Ramses IV (KV2).
Inoltre, documentò la tomba di Seti I e disegnò le piante delle tombe KV24, KV25, KV26, KV27, KV28, KV29, KV37, KV40 e KV59.
Fu direttore dell'Institut français d'archéologie orientale dal 1881 al 1183, succedendo a Gaston Maspero. Dopo di lui assunse l'incarico Eugène Grébaut.

## Opere principali
- Discussion de l'adresse: Discours, Corps législatif, Séance du 9 février 1863, impr. de E. Panckoucke, Parigi, 1863.
- Traduction comparée des hymnes au soleil: composant le XVe chapitre du rituel funéraire égyptien, A. Franck, Parigi, 1868.
- Le mythe osirien, A. Franck, Parigi, 1874-1875.
- L'Égypte ancienne: discours prononcé à l'ouverture des conférences d'archéologie égyptienne à la Faculté des lettres de Lyon, le 26 avril 1879, Pitrat Ainé, Lione, 1879.
- Les races connues des Égyptiens, Impr. Pitrat Aîné, Lione, 1880.
- Le Puits de Dei͏̈r-el-Bahari... notice sur les récentes découvertes faites en Égypte, E. Leroux, Parigi, 1882.
- Sur l'ancienneté du cheval en Egypte, E. Leroux, Parigi, 1884.
- Les hypogées royaux de Thèbes Première division, Le Tombeau de Séti Ier (pubblicato con la collaborazione di U. Bouriant e V. Loret e di Édouard Naville), E. Leroux, Parigi, 1886.
- Les hypogées royaux de Thèbes, E. Leroux, Parigi, 1886-89.
- Annales du Musée Guimet, E. Leroux, Parigi, 1887.
- Le Cham et l'Adam égyptiens, Harrison & sons, Londra, 1887.
- Un des procédés du démiurge égyptien, E. Leroux, Parigi, 1887.
- Les Hypogées royaux de Thèbes 2, Notices des hypogées, (pubblicato con la collaborazione di Édouard Naville ed Ernesto Schiaparelli), E. Leroux, Parigi, 1889.
- Les hypogées royaux de Thèbes Troisième division, Tombeau de Ramsès IV, E. Leroux, Parigi, 1889.
- Mémoires publiés par les membres de la Mission archéologique française au Caire Tome troisième, Les hypogées royaux de Thèbes, E. Leroux, Parigi, 1889.
- Rites égyptiens, construction et protection des édifices, E. Leroux, Parigi, 1890 (ristampa Éditeur Maison de vie, 10 ottobre 1996, ISBN 2909816222).
- Le Bucrâne lybien (prefazione di Paul Pallary), A. Jourdan, Algeri, 1909.
- Oeuvres diverses (pubblicate da G. Maspero), E. Leroux, Parigi, 1910-1915.
- L'art égyptien, Institut d'Egypte, Il Cairo, 1884.
- Annales du Musée Guimet 1, E. Leroux, Parigi, 1880.